# ویرانگر
ویرانگر فیلمی به کارگردانی و نویسندگی ابوالقاسم طالبی ساختهٔ سال ۱۳۷۴ است.

## خلاصه داستان
سازمان موساد از چند طریق قصد ضربه زدن به جمهوری اسلامی را دارد و به این منظور، زنی به نام نسرین (مهناز اسلامی) را به ایران می‌فرستد. نسرین، خواهرزن احمد (جمشید هاشم‌پور) ـ یک افسر اطلاعاتی ـ است. با استقرار نسرین در خانه احمد، او از آخرین خبرها غیرمستقیم اطلاع پیدا می‌کند. در پی بمب‌گذاری‌های متعدد، ردپای نسرین نیز پیدا می‌شود و احمد او را تعقیب می‌کند. نسرین خواهرزاده خردسالش را می‌رباید و در خانه ای زندانی می‌کند. اما دختربچه از طریق تلفن با احمد تماس می‌گیرد و نشانی خانه از طریق مخابرات به دست می‌آید. احمد با همکارانش به خانه هجوم می‌برند و پس از نجات دخترش، کامیونی پر از TNT را که برای انفجار در یکی از روزهای راهپیمایی مهیا شده، پیدا می‌کنند. تنها امید باقی مانده برای موساد، تک تیرانداز ماهری به نام کامبیز است که قصد دارد از بالای جرثقیلی در اطراف میدان آزادی، رئیس‌جمهور را هدف قرار دهد. اما تیرانداز که قبلاً نسرین را هدف گلوله قرار داده، درست هنگام شلیک گلوله توسط احمد دستگیر می‌شود.

## بازیگران
- جمشید هاشم‌پور
- مهناز اسلامی
- اصغر محبی
- حسن جوهرچی
- ناصر نجفی
- علی نظری
- رامین نعمتی
- جمشید شاه‌محمدی
- بهمن دان
- محمدرضا محمدزاده
- مهوش رحیمی
- رزیتا چوپان
- میترا چوپان
- احمد بهروزی
- علی تقوایی
- پدرام کریمی
- مونا غمخوار
- اشکان اسلامی
- محمد پورغلامی
- علیرضا تقوی
- حسین مسروری
- محمود بنفشه‌خواه
- مرجان مجدآبادی
- بابک ضرابی
- داوود اسکندری
- هادی انباردار